# یواس‌اس هلنیتا (اس‌پی-۲۱۰)
یواس‌اس هلنیتا (اس‌پی-۲۱۰) (به انگلیسی: )USS Helenita  (SP-210) یک قایق تفریحی بود که از مالک آن توسط U.S. نیروی دریایی در طول جنگ جهانی اول و یک سال پس از آن ساخته میشد. او به عنوان یک کشتی گشتی مسلح بود و در ابتدا به وظیفه شمالی اقیانوس اطلس گماشته شد، اما مشخص شد که برای اقیانوس بسیار سبک ساخته شده است. او سپس به گشت زنی در لانگ آیلند و خلیج دلاور تا پایان جنگ، زمانی که اسلحه هایش برداشته شد و به صاحبش بازگردانده شد، به عبارتی تنزل یافت.